# Урибе Велес, Альваро
А́льваро Ури́бе Ве́лес (исп. Álvaro Uribe Vélez [ˈalβaɾo uˈɾiβe ˈβeles]; 4 июля 1952, Медельин, Колумбия) — колумбийский политик, президент Колумбии с 2002 по 2010.

## Биография

### Семья
Отец — Альберто Урибе Сьерра, крупный землевладелец. Убит в 1983 при попытке его похищения боевиками леворадикальной организации ФАРК.
Жена — Лина Морено, философ. В семье двое сыновей — Томас и Херонимо.

### Образование
Получил среднее образование в Медельине, был лучшим выпускником своей школы в 1970 году. Получил учёную степень доктора права и политических наук в университете департамента Антьокия (1977). Окончил Гарвардский университет, где получил диплом в области управления, также изучал в этом университете конфликтологию. В 1998 году получил от Британского Совета стипендию Симона Боливара для продолжения образования в Оксфордском Университете, вскоре стал почётным ассоциированным членом колледжа Святого Антония в Оксфорде.

### Правительственный чиновник
Был членом Либеральной партии — одной из двух «традиционных» партий Колумбии. В 1977—1978 — генеральный секретарь министерства труда. В 1978—1982 — генеральный директор Управления гражданской аэронавигации при министерстве транспорта. Был организатором строительства аэропорта Хосе Мариа Кордоба в Рионегро (Антьокия), проведения воздушного моста Боготы, возведения второго уровня аэропорта El Dorado в Боготе.

### Алькальд Медельина
В 1982 году был избран алькальдом (мэром) Медельина. При нём в городе был построен метрополитен. Инициировал и осуществил программу «Медельин без трущоб», предусматривавшую строительство жилья для бедных, и гражданскую программу по посадке в городе тысячи деревьев. Представители ФАРК обвиняют Урибе в связях с наркобаронами (аналогичные обвинения высказываются и в отношении самой ФАРК). Симпатизирующий Урибе Мигель Паласио, в своём биографическом очерке о президенте Колумбии, пишет, что Урибе на посту алькальда 

проявил себя зрелым управленцем и талантливым дипломатом и сумел не испортить отношения с «крестными отцами» Медельинского наркокартеля Пабло Эскобаром, Карлосом Ледером и семейством Очоа, имевшими огромное влияние. Он совершил довольно отчаянный поступок, наделавший много шума: на своем вертолете приземлился на территории поместья Очоа, тем самым продемонстрировав, что не испытывает ни малейшего страха перед этой очень влиятельной семьёй и что на медельинской земле настоящая власть — официальная администрация города, а не сверхбогатые преступники.

### Сенатор
В 1986—1994 — сенатор Колумбии. Разработал и добился принятия семнадцати социальных законопроектов. При составлении различных внутрисенатских рейтингов избирался своими коллегами «звездой Сената», одним из пяти лучших сенаторов, сенатором с лучшими инициативами и лучшим сенатором.
В марте 1984 года колумбийские власти провели операцию по захвату нарколаборатории Эскобара, конфисковали 14 тонн кокаина и несколько самолётов и вертолётов. Среди них — вертолёт Hughes 500, принадлежавший семье Урибе. Каких-либо претензий к Альваро тогда предъявлено не было. Более того, его назначили на должность руководителя гражданской авиацией. Именно он давал разрешения на использование взлётно-посадочных полос и полевых аэродромов нарко-компаньонам.

### Губернатор Антьокии
В 1995—1997 — губернатор департамента Антьокии. Получил известность созданием Комитетов сельской бдительности (CONVIVIR) — вооружённых групп гражданского населения, помогавших армии и полиции бороться с партизанами и организованными преступными группами. По официальным данным, за период его пребывания на посту губернатора число похищений в департаменте сократилось на 60 %. Деятельность CONVIVIR способствовало дальнейшему обострению конфликта Урибе с ФАРК. Кроме того, на посту губернатора Урибе сократил на 34 % количество подчинённых ему чиновников и на 35 % парк автомашин, использовавшихся ими. Освободившиеся средства были направлены на развитие образования, что позволило создать в департаменте 103 тысячи дополнительных школьных мест, и здравоохранение, в результате чего 200 тысяч социально незащищённых жителей Антьокии воспользовались программой бесплатного медицинского обслуживания.

### Президент
Незадолго до президентских выборов 2002 году вышел из Либеральной партии и выдвинул свою кандидатуру на пост президента, используя кризис доверия населения к «традиционным» партиям. Возглавил политическое движение «Прежде всего — Колумбия». Основным его предвыборным лозунгом стал: «Твёрдая рука, большое сердце». Позиционировал себя как борец с наркомафией, леворадикальными повстанцами и праворадикальными парамилитарискими формированиями.
26 мая 2002 года на президентских выборах Урибе одержал победу, набрав в первом туре 53,6 % голосов. Придя к власти в 2002 году, он незадолго до истечения четырехлетнего мандата инициировал реформу Конституции, запрещавшую вторичное избрание президента. Эту поправку одобрил парламент. В соответствии с ней Урибе получил такое право и в 2006 году.
Распространил опыт CONVIVIR на всю страну, сделав ставку на реализацию политики «демократической безопасности». В 2005 году инициировал принятие закона «Справедливости и мира», главная цель которого — «содействие мирному процессу и возвращению в общество, индивидуальному или коллективному, бывших бойцов (герильерос (партизан) или участников самообороны) в соответствии с принципами правды, справедливости и компенсаций жертвам, а также процессу демобилизации». Жёсткая политика по отношению к леворадикалам сочеталась в деятельности Урибе с диалогом с правыми «парамилитарес», часть которых в результате сложили оружие. 
Урибе выступает за борьбу с наркоторговцами — его деятельность в этой сфере получила одобрение президента США Джорджа Буша. Правительство Колумбии реализует программу по стимулированию перехода крестьянских хозяйств с выращивания коки, из листьев которой вырабатывается кокаин, на другую сельскохозяйственную продукцию. Урибе придерживается политики расширения связей с США, заключив с американцами соглашение о свободной торговле. В течение 2002—2006 США выделили правительству Колумбии более 3 млрд долл., которые, в частности, были израсходованы на подготовку специальных войск и покупку американской военной техники и авиации. Тесные связи Урибе с США и его решительная борьба против ФАРК вызывают резкое неприятие со стороны леворадикальных сил как в Колумбии, так и в Латинской Америке в целом.
Создатель Социальной партии национального единства (так называемой «Партии У»), которая на выборах в сенат в 2006 получила 17,49 %, став реальной альтернативой «традиционным» партиям.
На президентских выборах 28 мая 2006 года в первом же туре набрал беспрецедентное для Колумбии большинство голосов — 62,2 % — и вновь был избран главой государства.
В марте 2008 года уничтожение на территории Эквадора в ходе трансграничной операции колумбийских силовых структур одного из лидеров ФАРК Рауля Рейеса привело к разрыву дипломатических отношений Колумбии с Эквадором и Венесуэлой. При этом большинство латиноамериканских стран осудили действия колумбийских властей, тогда как США выразили свою поддержку президенту Урибе. Отношения между странами были урегулированы после посредничества Организации американских государств и извинений, принесённых Колумбией Эквадору.
19 августа 2009 года верхняя палата Национального конгресса Колумбии (Сенат) 56 голосами из 102 одобрила решение провести референдум по вопросу о внесении ещё одной поправки в конституцию страны о продлении срока полномочий президента. 1 сентября 2009 года Палата представителей (состоящая из 166 депутатов) 85 голосами также одобрила это решение, дававшее президенту возможность остаться на своём посту ещё на один 4-летний срок. Однако 26 февраля 2010 года Конституционный суд Колумбии вынес решение, согласно которому проведение такого референдума противоречило бы Конституции страны. В результате этого решения Урибе не смог баллотироваться на ещё один президентский срок. Следующие президентские выборы состоялись в мае 2010 года, победу на которых одержал один из соратников Урибе — Мануэль Сантос.

### Дальнейшая политическая деятельность
После ухода с поста президента Урибе продолжил заниматься политикой, активно выступая против мирных переговоров с ФАРК. Во многом благодаря именно его активной политической позиции колумбийцы проголосовали против утверждения мирного соглашения с ФАРК на всенародном референдуме 2 октября 2016 года.

## Награды
- Президентская медаль Свободы (США, январь 2009)[13]
- Медаль Восточной Республики Уругвай (Уругвай, 11 ноября 2003)[14]